# Reihengräberfeld Rosdorf
Beim Reihengräberfeld von Rosdorf handelt es sich um Gräber aus der karolingischen Periode, Ende des 8. / Beginn des 9. Jahrhunderts im Landkreis Göttingen. Die Ausgrabungen fanden in den Jahren 1874 und 1875 statt.

## Grabung
Das Reihengräberfeld wurde in den Jahren 1874/75 von den Göttinger Professoren Hermann von Ihering und Wilhelm Krause ausgegraben. Ein ausführlicher Grabungsbericht wurde 1878 von Johann Heinrich Müller veröffentlicht (siehe Literatur). Durchgeführt wurden die Grabungen mit Mitteln der Allgemeinen deutschen anthropologischen Gesellschaft. Zwischen 1880 und 1904 wurden die bei der ersten Grabung geborgenen Schädel von derselben Gesellschaft einer erneuten gründlichen Analyse unterzogen, worüber 1881, 1904 und 1907 im Korrespondenzblatt der Gesellschaft berichtet wurde.

## Historische Einordnung
Das Gräberfeld von Rosdorf wurde zunächst in das 7. bis 8. Jahrhundert, also in die merowingische Periode, datiert. Spätere genauere Untersuchungen der geborgenen Knochenfunde sowie der Grabbeigaben, zu denen u. a. ein fast vollständig erhaltener frühmittelalterlicher Schlüssel und verschiedene Schlüsselteile gehörten, führten zu einer Änderung der Datierung. Vor allem die unterschiedlichen Bestattungsriten des Gräberfeldes machten deutlich, dass die Bestattungen in die Zeit der Sachsenkriege Karls des Großen, also in das späte 8. und frühe 9. Jahrhundert und damit genau in die Regierungszeit Karls des Großen zu datieren sind.
Das Fehlen von Gliedmaßen bei mehreren Leichen deutet darauf hin, dass die damaligen Bewohner Rosdorfs einerseits versuchten, ihre Verstorbenen nach ihrem heidnisch-sächsischen Ritus zu bestatten (Leichenverbrennung), andererseits aber aus Angst vor dem ihnen aufgezwungenen christlichen Ritus nur einen kleinen Teil des Leichnams verbrannten und den weitaus größeren Teil nach christlichen Vorstellungen bestatteten.
Allein dieser Fund bestätigt, dass Rosdorf zwischen 780 und 815 nicht nur als Dorf existierte; das große und Generationen umfassende Gräberfeld westlich der heutigen Kirche, am Ortsausgang Richtung Wartberg und Autobahn, deutet darauf hin, dass zu dieser Zeit bereits eine erste Kirche im Ort existierte. Hinzu kommt, dass die Schädelanalysen bis 1904 auswiesen, dass neben den überwiegend sächsischen Schädeln auch solche mit typisch fränkischen Merkmalen nachgewiesen werden konnten. Beide Aspekte machen das Rosdorfer Gräberfeld zu einem sehr bedeutenden, das sich nahtlos in die Reihengräberfriedhöfe der Region einfügt, die bis nach Elvese reichen.

## Bezug der Ausgrabungen zum urkundlichen Alter Rosdorfs
Die Ausgrabungsergebnisse der Reihengräber von Rosdorf zeigen eine christlich-heidnische Mischbestattung, die sowohl sächsische als auch fränkische Schädelformen umfasst. Die Datierung der Grabbeigaben reicht bis in die Zeit Karls des Großen. Zusammen mit den urkundlich belegten fränkischen Heereszügen südlich von Northeim zwischen 784 und 798 legen diese Funde nahe, dass die Schenkung der Villa Rostorp durch Karl den Großen im Dezember 781 an das Kloster Fulda mit Rosdorf bei Göttingen in Verbindung zu bringen ist.
Auch die umfangreichen Schenkungen des fränkischen Edelmannes Nithart und seiner Frau Eggihilt um 800 in Medenheim, Lutterhausen, Northeim, Sudheim, Geisleden, Gittelde und Hohdorf, also im Northeimer Raum, weisen in diese Richtung. Von besonderer Bedeutung ist, dass diese Schenkung zeitlich und örtlich mit Bischof Erkanbert von Minden, dem Bruder des Abtes Baugulf von Fulda, korrespondiert. Damit stehen diese Schenkungen in direktem Zusammenhang mit der „Rosdorfer Initialschenkung“ Karls des Großen, der mit dieser Schenkung an Fulda weitere großzügige Schenkungen auslösen wollte.
Neben diesen großen Schenkungen dokumentieren die Traditiones Fuldenses und der Codex Diplomaticus Fuldensis weitere Schenkungen, die ebenfalls den Raum Northeim-Göttingen betreffen. Das später urkundlich beschriebene Gebiet, das sich von Rosdorf über Bovenden, Northeim, Medenheim bis vor die Tore Seesens, Münchehof und Gittelde erstreckte, gehörte zu Fulda und zum Erzbistum Mainz. Rund 200 Jahre nach der Eroberung Sachsens durch Karl den Großen gelang es Bischof Meinwerk, große Teile dieses ursprünglich einheitlichen Territoriums herauszulösen und dem Erzbistum Paderborn zu übertragen. Im Gegensatz zu Fulda konnte Mainz über seinen Brückenkopf Nörten bzw. die Burg Hardenberg seinen Einfluss in der Region weitgehend wahren.
Die Tatsache, dass die Herren von Rosdorf später in den genannten und benachbarten Orten entweder Allodien oder mainzische Lehen besaßen, bestätigt, dass die Schenkungen der fränkischen Zeit in diesem Raum stattfanden und über das Kloster Fulda oder das Erzbistum Mainz an die Herren von Rosdorf, von Bovenden, von Gittelde, von Hardenberg, von Medenheim und andere gingen. Das Haus Rosdorf erwarb durch Rückkauf die an Paderborn gefallenen Schenkungen wie Hardegsen und Moringen als Allod.
Die Urkunde von 781 lässt also keine andere Deutung zu, als dass der Ort Rosdorf bei Göttingen gemeint ist. Die erste urkundliche Erwähnung Rosdorfs erfolgte somit bereits im Dezember 781 und nicht erst im Jahre 1003, wie bisher in der Literatur angenommen.